# Gregers Arndal-Lauritzen
Gregers Arndal-Lauritzen (født 3. maj 1998) er en dansk fodboldspiller, der spiller for Hillerød Fodbold.

## Klubkarriere
Arndal-Lauritzen statede sin karriere Boldklubben Søllerød-Vedbæk, inden han skiftede til Brøndby IF, hvor han blev en del af klubbens U/14-hold.

### Brøndby IF
Den 20. juli 2017 var Arndal-Lauritzen for første gang på bænken i et 1-2-nederlag til finske Vaasan Palloseura i en UEFA Europa League-kvalifikationskamp. Han fik sin debut for Brøndby IF, da han startede inde i en DBU Pokalkamp mod Ledøje-Smørum Fodbold, som Brøndby vandt 5-1.
Den 28. december 2017 blev Arndal-Lauritzen udlejet til 1. divisionsklubben HB Køge for foråret 2018. Han udmeldte i den forbindelse, at han var "kommet for at spille", og det var en nødvendighed at spille kampe for at udvikle sig som spiller. Han fik sin førsteholdsdebut for HB Køge den 11. marts 2018, hvor han samtidig scorede i det 34. minut i en 3-2-hjemmesejr over Thisted FC. Han spillede i alt 13 kampe og scorede et mål i løbet af foråret 2018 for HB Køge.
Han vendte i sommeren 2018 tilbage til Brøndby IF. Han fik dog i løbet af efteråret 2018 blot en kamp i DBU Pokalen ude mod Boldklubben Marienlyst den 22. november 2018. Anthony Jung var fast starter på venstrebacken, hvilket ikke levnede meget spilletid til Arndal-Lauritzen. Af samme årsag tog han ikke med på klubbens træningslejr, idet han i stedet i januar 2019 fik tilladelse til at søge efter en ny klub. Han var senere i januar til prøvetræning i den hollandske klub FC Den Bosch, som dog ikke resulterede i en kontrakt, og på vintertransfervinduets sidste dag den 31. januar 2019 besluttede parterne at ophæve kontrakten et halvt år før tid.

### AC Horsens
Den 11. februar 2019 blev det offentliggjort, at Arndal-Lauritzen skiftede til AC Horsens på en fri transfer. Han skrev under på en halvårig kontrakt gældende frem til sommeren 2019.